# Цивільна бібліотека Верони
Цивільна бібліотека Верони (італ. Biblioteca civica di Verona) — одна з головних бібліотек міста Верони (Італія), посідає верхні щаблі серед подібних установ за кількістю та якістю рідкісної, рукописної та книжкової спадщини. 

## Історія
Заснована у 1792, але була відкрита для публіки через десять років, у 1802. Вже у 1868 році кількість книг досягла 60 000 томів, що спонукало до розширення бібліотеки та об’єднання з Стародавнім архівом.
4 січня 1945 року повітряним нальотом союзників найбільша будівля в комплексі була повністю зруйнована, за винятком дзвіниці. Це призвело до серйозних втрат для книжкової спадщини, хоча, на щастя, рукописи та інкунабулістичне зібрання було збережено.
Нова й сучасна будівля була розроблена П'єром Луїджі Нерві і відкрита 2 червня 1980.

## Світлини

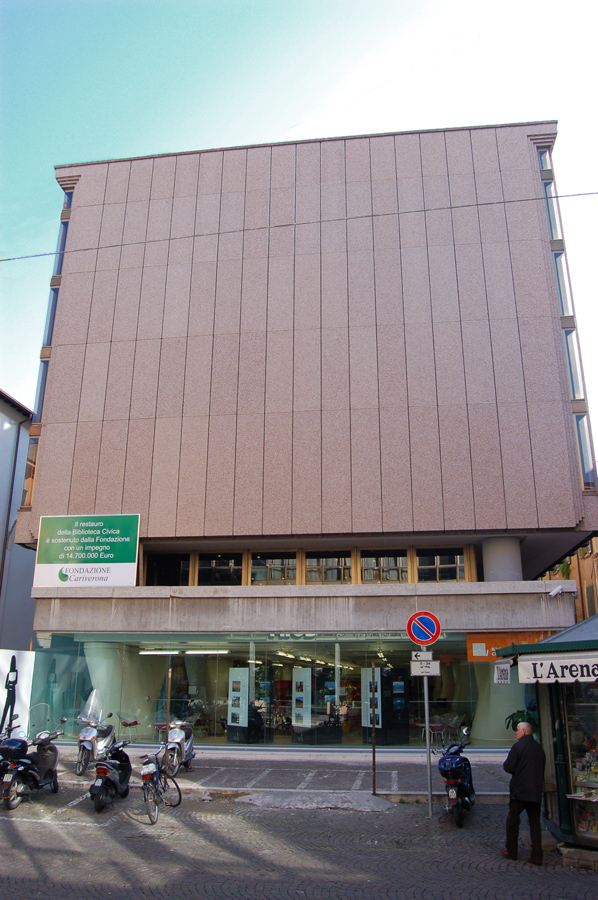
Сучасна будівля бібліотеки за проектом П'єра Луїджі Нерві
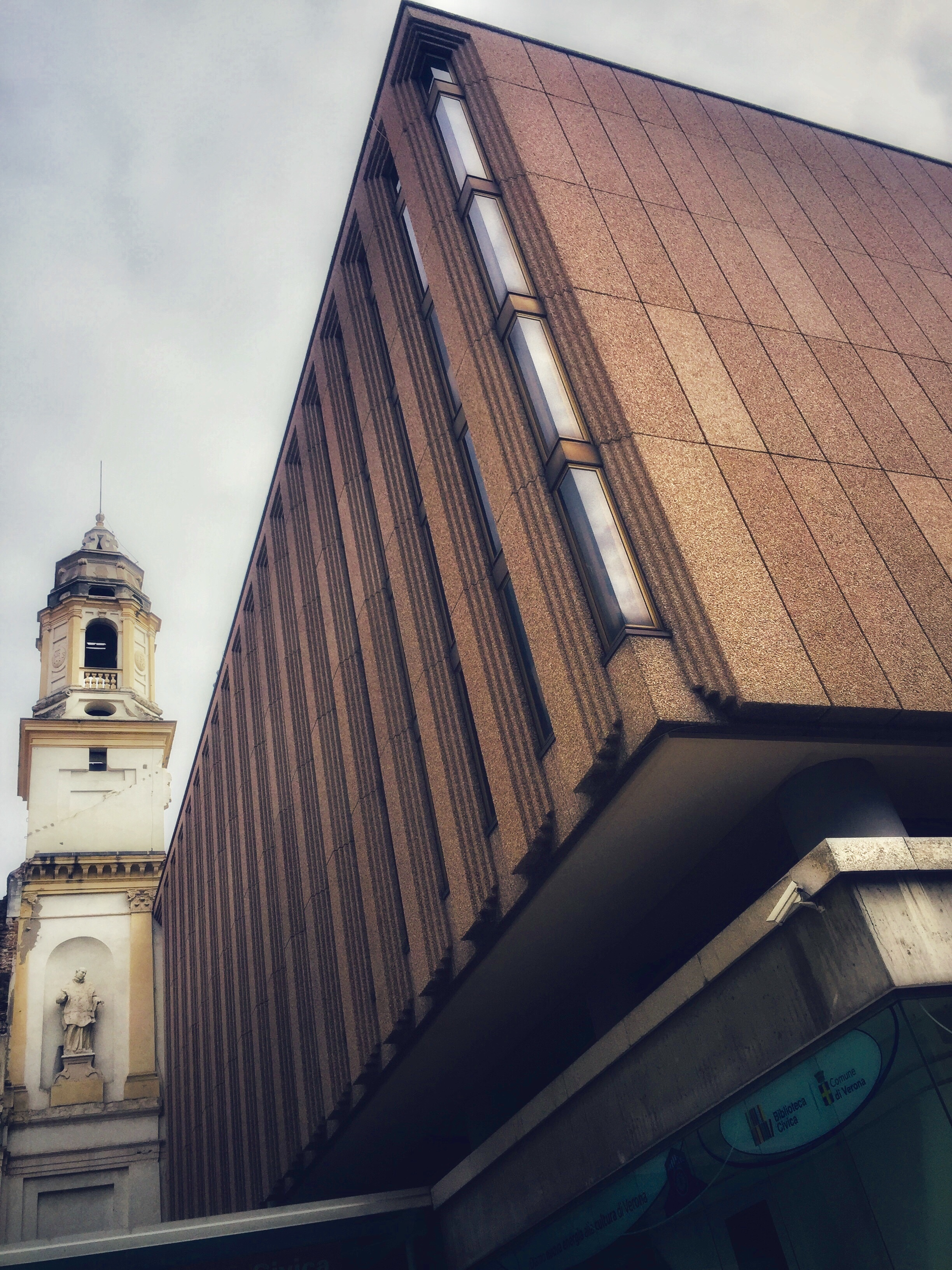
Сучасна будівля розташована поруч з стародавнім архівом Верони
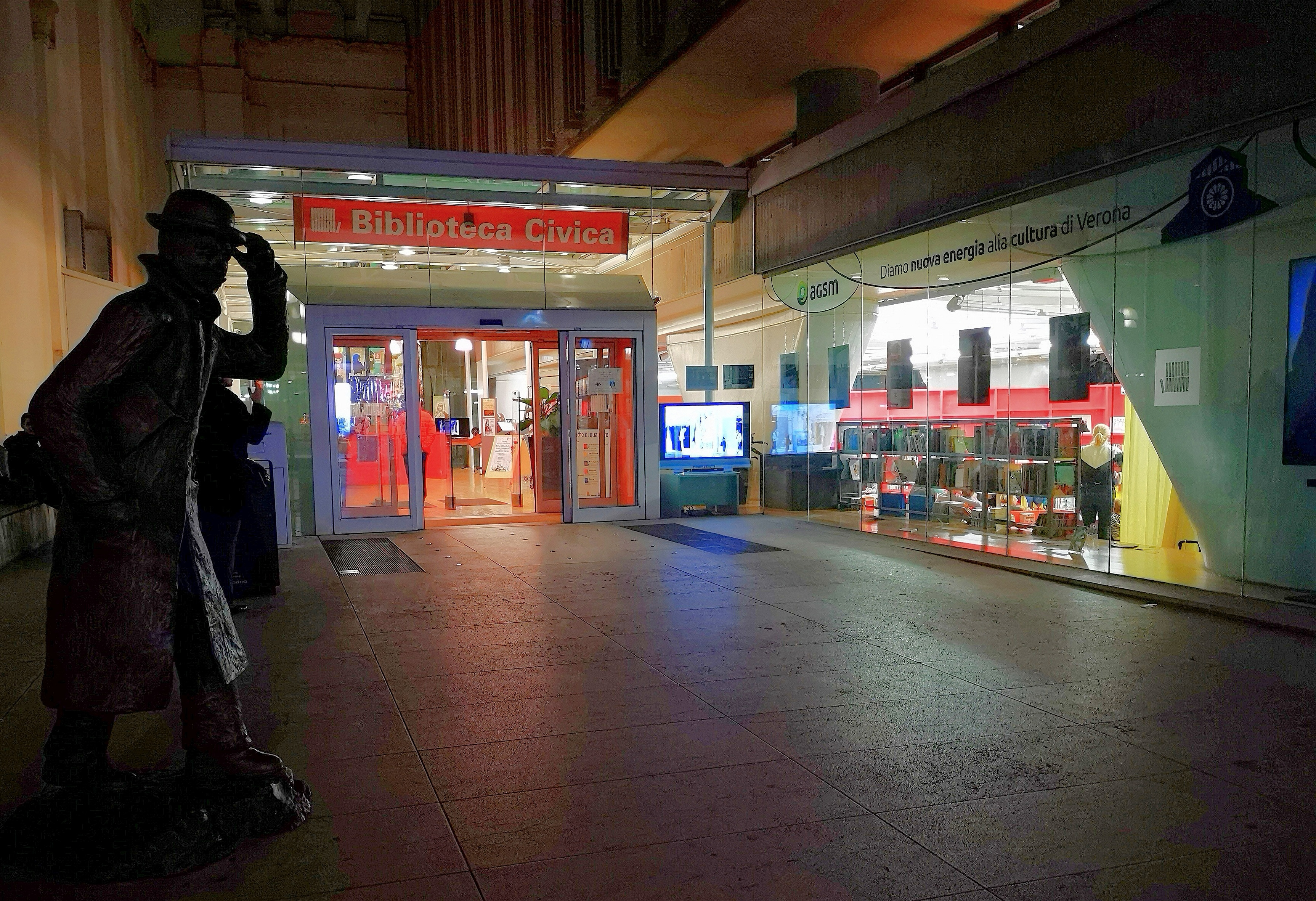
Вхід до бібліотеки
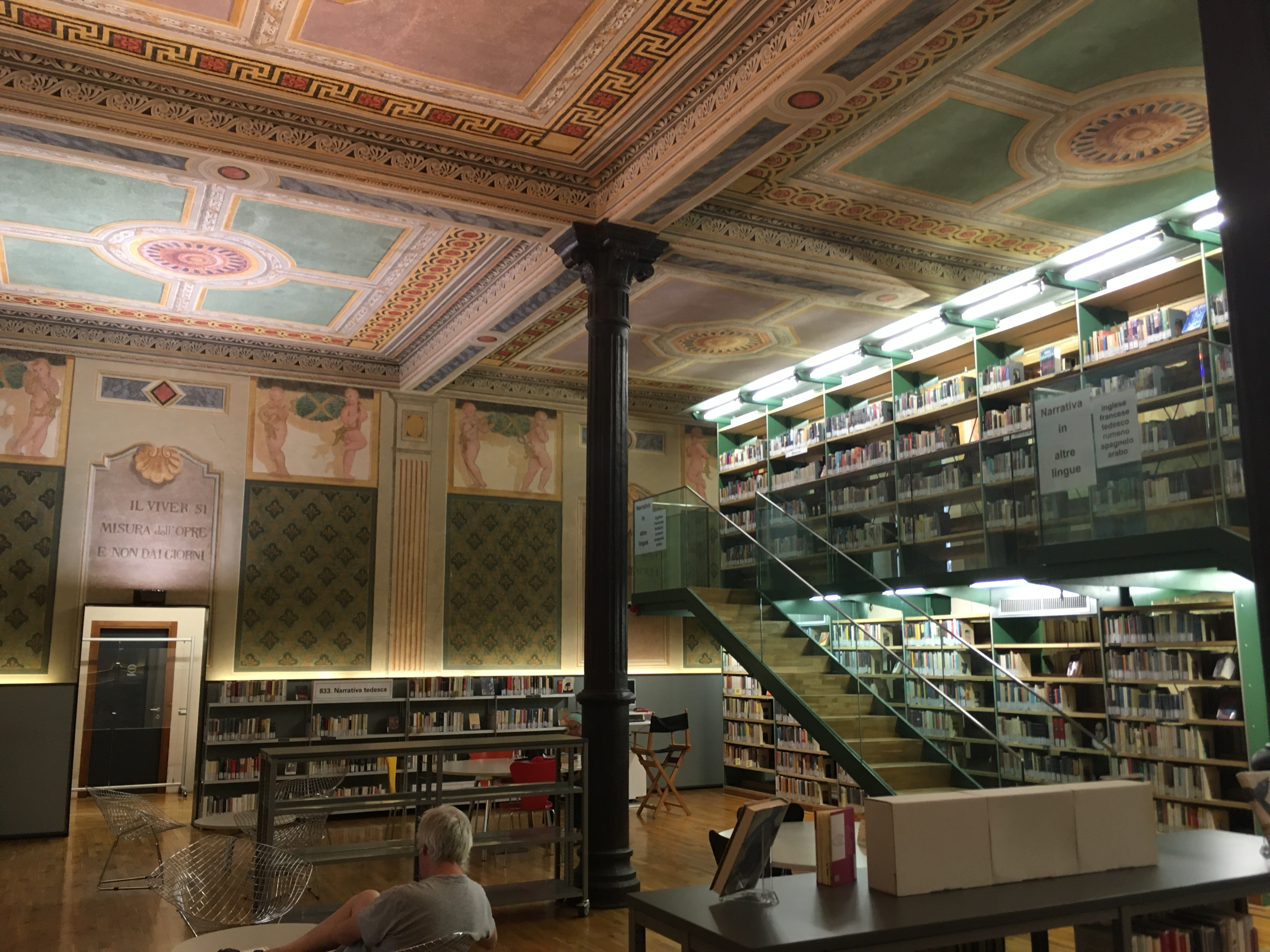
Одна з читальних зал
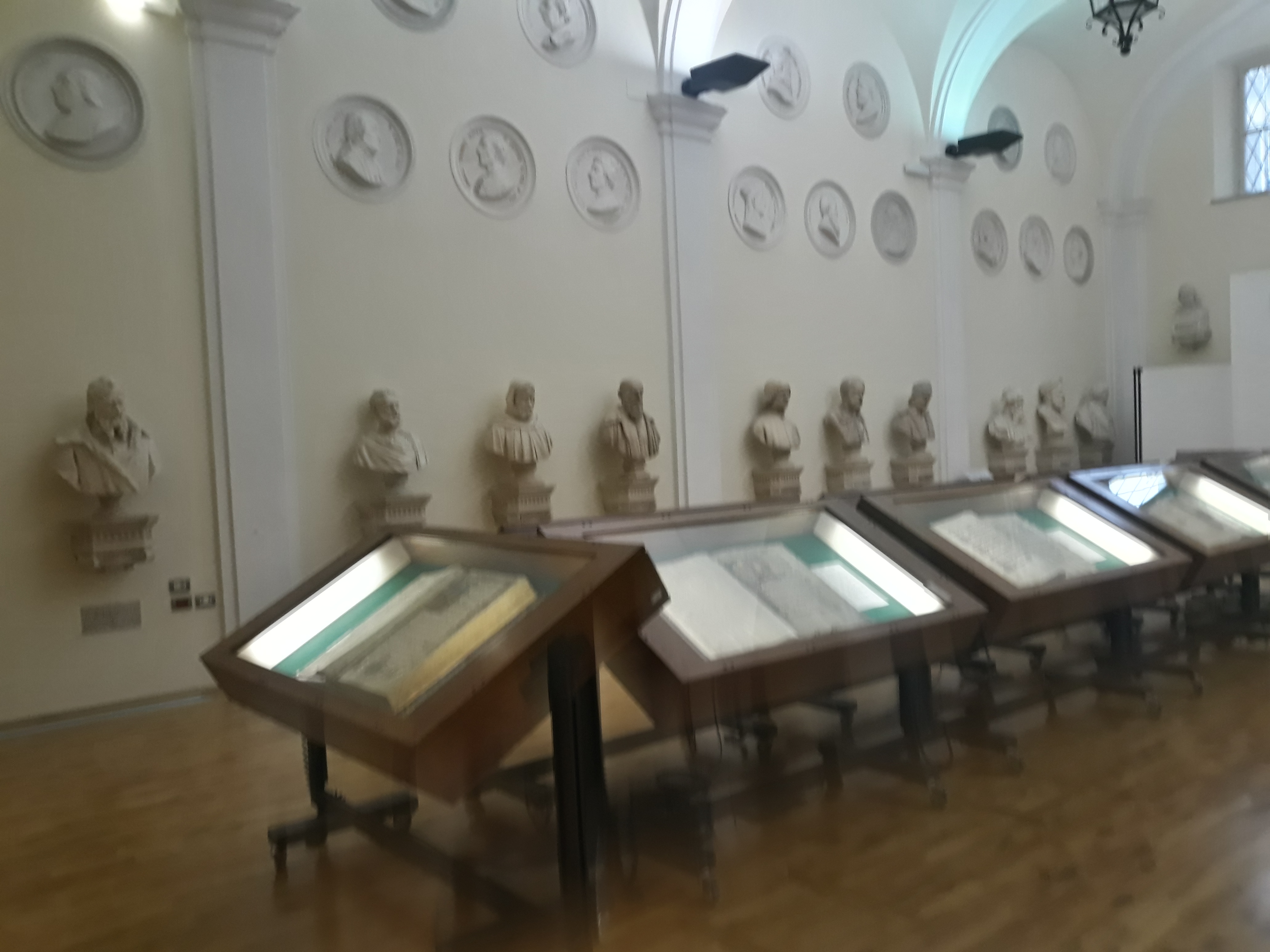